# 督占谷
督占谷（1853年—1915年6月25日；中国大陆译为托章古特，又称督央谷、督江谷，意译胡须公），原名为哈芝莫哈末哈山·慕那斯，是一名于1915年在英属马来亚吉兰丹发动吉兰丹叛乱的马来武士。他因蓄有及胸的长须而人称为“督占谷”，在马来语中意思为胡须公。

## 生平
督占谷于1853年在吉兰丹巴西富地县甘榜冷令（Kampung Nering）出世。早期在麦加接受教育的督占谷在当时是马来武术师傅。其父亲慕那斯是邦里玛，曾奉侍于吉兰丹皇宫。

## 吉蘭丹叛亂
1909年英国殖民地政府通过和暹罗签署英暹条约，将吉兰丹纳入其殖民地的一部分后，开始对吉兰丹的行政进行改革。这使督占谷感到不满并带领当地的马来人对抗英殖民政府。:9

### 起因
英殖民政府后来于1915年4月29日任命拉蒂夫（Encik Latiff）取代恩姑勿刹（Engku Besar）成为吉兰丹的地方领袖，雖然他是馬來人，但因其非道地吉兰丹马来人，而吉蘭丹當地的語言和文化又與其它馬來區域迥異，當地人視他為外人，他自己又认为自己比当地农民的身份来的高，結果因傲慢的態度以及严厉的推行税务制度而不受欢迎。:78
于是遭解職的恩姑勿刹召集督占谷、哈芝赛益（Haji Said）、仄沙哈美宝（Che Sahak Merbol）和彭古鲁阿当（Penghulu Adam）讨论吉兰丹的紧张局势。在会议上，与会者签署了一项协议，禁止其中任何一人与英国人合作。他们之后发起的独立斗争获得了多数吉兰丹居民的支持并开始拒絕缴税，使英国在巴西富地縣的歲入在一年内减半。:57
1915年，拉蒂夫发现督占谷是这项斗争的幕后推手，便派遣苏莱曼中士（又称仄万“Che Wan”）和六名警察逮捕他。警察发现督占谷身邊有2,000名追随者持械保护。督占谷并没有逃跑，而是站在原地拒绝逮捕。雙方激烈爭執之際，督占谷用马来短剑（keris）刺死苏莱曼，群眾將警察繳械，讓他們逃回拉蒂夫處。:58

### 叛亂
拉蒂夫试图在周围的村庄集结兵力對付督占谷，但因督占谷已带领其追随者進攻巴西富地而失败。拉蒂夫為避开督占谷逃离巴西富地，并前往哥打峇鲁觐见吉兰丹苏丹申訴。督占谷的部队在巴西富地打败英国部队，并控制当地长达三天，宣布巴西富地脱离英国独立。恩姑勿刹登基為巴西富地苏丹（Sultan of Pasir Puteh），而督占谷则成为首席大臣。当吉兰丹苏丹从拉蒂夫得知督占谷的叛乱后，便宣佈督占谷为叛徒，并召集州内的官员開會。:59随后苏丹下令反叛者须在七天内投降，否则他们将被逮捕并判处死刑。他们拒绝投降，苏丹便悬赏500元酬劳以逮捕恩姑勿刹、督占谷、哈芝赛益、哈芝依斯哈（Haji Ishak）、彭古鲁阿当等人。:61

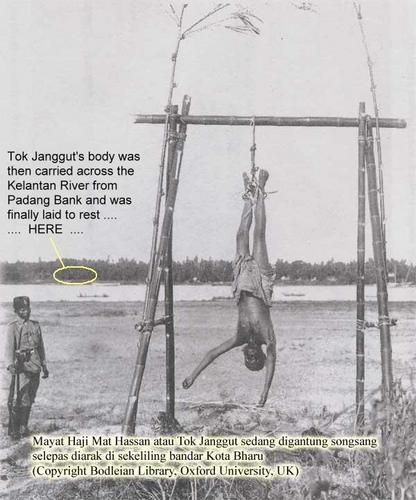
督占谷死后被倒挂在架子上面准备在哥打峇鲁游街示众

英國決定派遣一艘戰艦從新加坡載送1500英國士兵去吉蘭丹平亂。1915年5月10日登陸哥打峇魯後，英軍指揮官會見蘇丹。2日後向巴西富地開拔進軍，13日夜，英军進入巴西富地。督占谷此前得知消息後，爲避免正面衝突。和其他反叛领导者躲进森林軍。英军在14日完全找不到叛軍，連續4天找不到對手後，於5月17日返回哥打峇魯，一週後即登艦返回新加坡；因這時正值一戰，傳言有德國海軍在區域出沒，對新加坡有威脅。探知英军撤离的消息后，督占谷等人便離開森林。哥打峇鲁政府知曉後，與英國顧問官商量，再次向新加坡求援，這次新加坡决定派遣由英籍军官率领，含小股新加坡馬來裔志願軍的印度軍團，再度往吉蘭丹平亂。叛军便再次躲藏起来。愤怒的印度軍團將而榄镇燒成白地，也把督占谷等人的屋子燒毀，並掠奪他們的財物和恩姑勿刹的大象。1915年6月25日夜，督占谷带领他的1,000名追随者手持火器和传统武器，從而榄镇進攻印度軍團駐扎的巴西富地，但在一陣交火和叫戰後即撤退。次日印度軍團沿着撤退方向進攻。雖然叛軍勢衆，但是印度軍團訓練和裝備佔優，督占谷的支持者和同鄉紛紛陣亡後，督占谷的其他追随者見此開始潰散四逃，督央谷負隅頑抗召來印度軍團的猛烈攻擊後陣亡。:61-62

### 結束
所有死者獲得埋葬，惟獨督占谷的尸体在哥打峇鲁和巴西富地被拖屍示眾，並在哥打峇魯倒吊屍體，以儆效尤。最终督占谷也和其他丧生的追随者一样被埋葬起来，只不过督占谷是單獨埋葬于道北县吉兰丹河旁的的巴西北根。